# Majkusi
Majkusi – wieś w Chorwacji, w żupanii istryjskiej, w gminie Višnjan. W 2011 roku liczyła 26 mieszkańców.